# 英勇獎章
英勇獎章（葡萄牙語：A medalha de valor）是澳門勳章、獎章和獎狀制度第三級別的榮譽，授予在執行職務時，表現出犧牲和勇敢的精神，以及獻身於崇高事業者。

## 授勳名單
2001年
- 司法警察局刑事調查廳
- 治安警察局特警隊特別行動組

2002年
- 治安警察局特警隊保護重要人物及設施組

2003年
- 消防局
- 衛生局

2005年
- 南亞海嘯中華人民共和國國際救援隊澳門志願醫療分隊
- 海關知識產權廳

2007年
- 廉政公署反貪局調查二廳D組

2008年
- 仁伯爵綜合醫院赴四川災區醫療救援隊
- 鏡湖醫院赴四川災區醫療救援隊

2012年
- 馬耀榮
- 張滿洪

2014年
- 司法警察局毒品罪案調查處
- 消防局行動暨救護處的救護人員

2016年
- 衛生局防疫接種團隊
- 治安警察局交通廳澳門交通警司處

2017年
- 海關潛水隊
- 治安警察局特別巡邏組
- 消防局特勤救援隊
- 衛生局疾病預防控制中心

2018年
- 民防行動中心
- 仁伯爵綜合醫院急診部
- 鄒家昌

2019年
- 中國國際應急醫療隊（澳門）

2020年
- 衛生局疾病預防控制中心
- 衛生局仁伯爵綜合醫院胸肺科
- 旅遊危機處理辦公室
- 海關口岸監察廳
- 消防局傳染病救護車隊伍
- 治安警察局出入境管制廳
- 司法警察局情報及支援廳

2021年
- 警察總局民防行動中心
- 治安警察局澳門警務廳
- 治安警察局海島警務廳
- 治安警察局特警隊
- 司法警察局危機應變指揮中心

2023年
- 廉政公署反贪局专案组（L组）